# Exsikátor

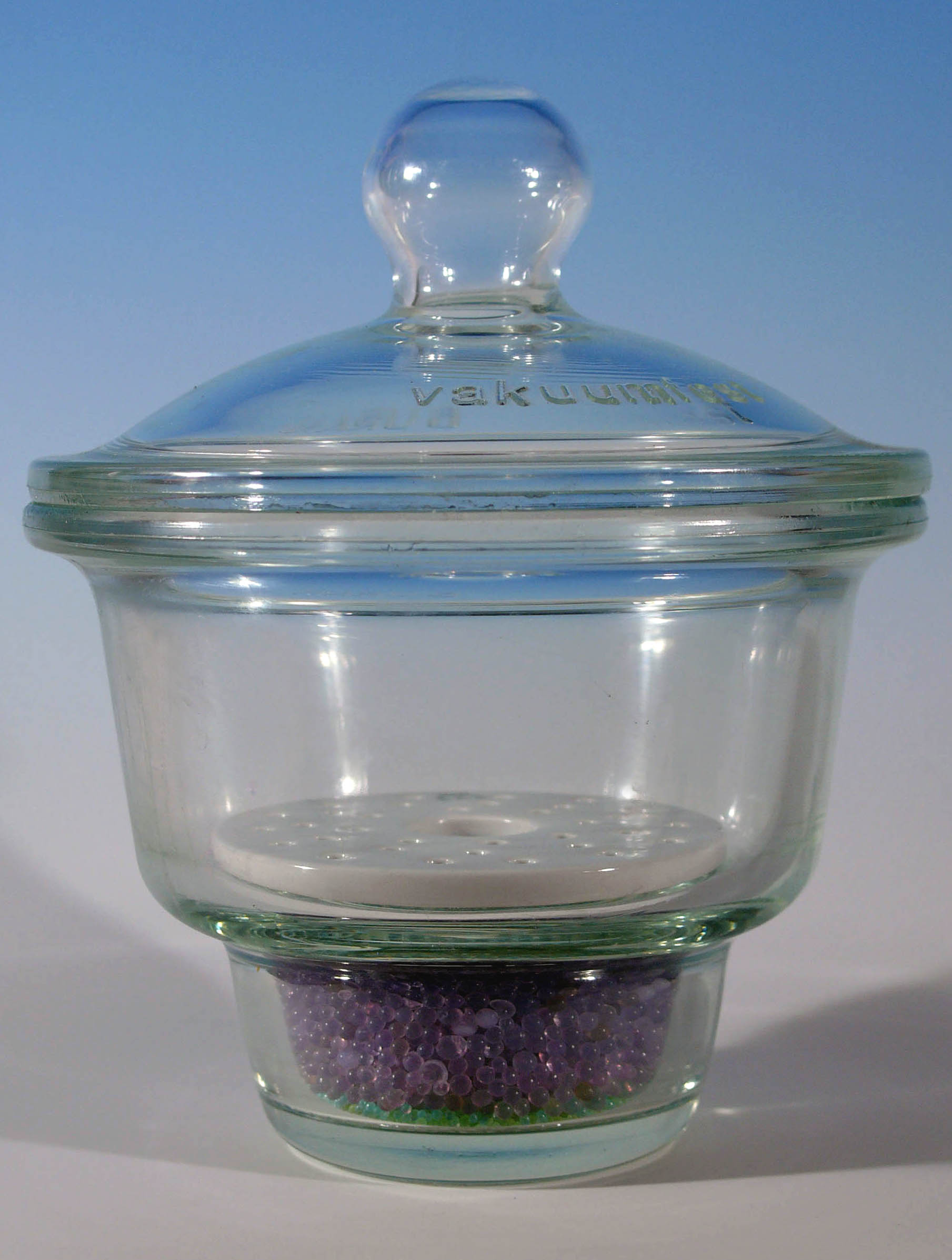
Skleněný exsikátor

Exsikátor (nebo desikátor) je tlustostěnná dvoudílná nádoba používaná v laboratoři k sušení pomocí desikantu. Víko exsikátoru je opatřeno zábrusem, který musí být namazán zábrusovým tukem. Spodní část nádoby je oddělena perforovanou deskou (obvykle porcelánová) a plní se vhodným sušidlem.

## Využití
V laboratorní praxi je exsikátorů využíváno k sušení vzorků, k uchovávání hygroskopických látek či k pečlivému
vysušení laboratorního skla pro speciální účely (práce se snadno hydrolyzovatelnými látkami či precizní vážení). Po
připojení vývěvy (umožňuje-li to konkrétní konstrukce) je možno realizovat sušení za sníženého tlaku.

## Typy exsikátorů
Exsikátory jsou vyráběny v mnoha velikostech (běžný průměr 100–300 mm) a to zejména ze skla. Existují však i plastové exsikátory. Pokud je víko opatřeno také vhodným kohoutem, hovoříme o vakuovém exsikátoru, který může (ale nemusí) být pro zvýšení účinnosti sušení připojen k vývěvě.

## Sušicí činidla pro exsikátory
Pro použití v exsikátorech jsou vhodná následující sušidla (seřazeno podle účinnosti od nejméně účinné substance): bezvodý síran měďnatý, 98% kyselina sírová, bezvodý chlorid vápenatý, oxid vápenatý, silikagel, hydroxid draselný, bezvodý chloristan hořečnatý, oxid fosforečný. Vzhledem k vysoké ceně či nepraktičnosti některých uvedených sušidel se pro standardní sušení používá nejčastěji silikagel nebo chlorid vápenatý.